# والتر پیجن
والتر پیجن (انگلیسی: Walter Pidgeon؛ زاده ۲۳ سپتامبر ۱۸۹۷ – درگذشته ۲۵ سپتامبر ۱۹۸۴) هنرپیشه اهل ایالات متحده آمریکا بود.
از فیلم‌هایی که وی در آن نقش داشته است، می‌توان به کارهای ناشایست جولیا، چه سرسبز بود دره من، مادام کوری، خانم پارکینگتون، شکوفه در غبار، کو وادیس، سیاره ممنوعه، سفر به قعر دریا و تعقیب تبهکار اشاره کرد.

## درگذشت
پیجن در 25 سپتامبر 1984، در سن 87 سالگی، در سانتا مونیکا، کالیفرنیا، پس از یک سری سکته درگذشت.